# Szatan z siódmej klasy (serial telewizyjny)
Szatan z siódmej klasy – polski siedmioodcinkowy serial z 2006 na podstawie powieści dla młodzieży Kornela Makuszyńskiego. Serial ten powstawał niemal równocześnie z wersją kinową pod tym samym tytułem.
Głównym bohaterem jest Adam Cisowski, mądry i logicznie myślący chłopiec z żyłką detektywistyczną. Powieść opowiada o tajemnicy z czasów wojen napoleońskich – zagadce, którą Adaś, wraz z rodziną Gąsowskich będzie musiał rozwiązać.

## Obsada
- Bartosz Fajge − Adam Cisowski
- Katarzyna Bator − Wanda Gąsowska
- Wojciech Malajkat − profesor Gąsowski
- Krzysztof Globisz − Iwo Gąsowski, ojciec Wandy
- Katarzyna Pypno − Zosia
- Tytus Hołdys − Tadek Jasiński
- Marek Serdiukow − Zbyszek Rogowski
- Tomasz Koźlik − Staszek Burski
- Paweł Jakowlew − Maciej Łoziński
- Łukasz Jaźwiec − Borkowski
- Rafał Kołsut − Szostak
- Krystyna Tkacz − Antoniowa, gosposia w domu Cisowskich
- Justyna Sieńczyłło − Cisowska, matka Adama
- Emilian Kamiński − doktor Tomasz Cisowski, ojciec Adama
- Maria Kaniewska − gospodyni księdza
- Jerzy Moes − dyrektor szkoły
- Janusz Nowicki − profesor Gutek
- Wojciech Wiliński − konduktor
- Paulina Tworzyańska − Honorata

## Odcinki
1. Niech żyje cesarz i jeszcze kilka innych osób
2. Na sposoby są sposoby
3. Góry, morze czy Bejgoła - fiołkowe zauroczenie jak obuchem w łeb
4. Tajemniczy ślad z odległej przeszłości
5. DAN.AL.INF.C.III. 10-11... - Uff!!!
6. Choć burza huczy wkoło nas
7. Fiołki piękniejsze od diamentów świata